# Göteborgsregionens tekniska gymnasium
Göteborgsregionens tekniska gymnasium (GTG) är en icke vinstinriktad gymnasieskola, som är ett samarbete mellan AB Volvo, Volvo Cars och Göteborgs kommun. Skolan drivs som ett aktiebolag men eventuell vinst återinvesteras alltid i verksamheten.
Skolan har två lärcenter i Göteborg, ett på Volvo Cars fabriksanläggning Torslandaverken i Torslanda och ett i stadsdelen Lindholmen. I skolans lokaler på Torslandaverken finns bland annat flera robotar som deltagarna får programmera.
Skolan har tre nationella program. Ett teknikprogram på 3 600 poäng, ett  industriteknikprogram där man läser 3 200 poäng och en spetsutbildning inom programmering på 3600 p. Detta i kontrast till ett vanligt gymnasieprogram som är på 2 500 poäng. 
Utbildningarma består till ca 20 procent av arbetsplatsförlagt lärande (APL). Man har möjlighet att praktisera med allt ifrån montering till kontorsarbeten. Oftast börjar man som montör på till exempel Volvo TC (monteringsfabriken i Torslanda), för att sedan år 2 och år 3 få möjlighet till mer kontorsinriktade praktikplatser. Cirka 30 procent av eleverna får under år 3 möjlighet till utlandspraktik. Praktikplatserna finns bland annat i Wales, Belgien, Frankrike, Spanien, Österrike, Sydafrika, Indien, Australien, Malaysia och Kina. 
Skolan är bland annat känd för flera framgångsrika UF-företag och projektarbeten. Majoriteten av eleverna väljer efter gymnasietiden att läsa vidare på Chalmers.

## Specialinriktningar
För teknikprogrammet finns följande inriktningar:
- Design och produktutveckling
- Teknik- och naturvetenskap
- Automation
- Elektronik och programmering

För industritekniska programmet finns följande inriktningar:
- Underhållstekniker - Automation
- Underhållstekniker - Elmekanik